# Colobodectes
Genre
Espèce
Colobodectes est un genre éteint de thérapsides dicynodontes basaux connu des fossiles provenant de la formation d'Abrahamskraal (Groupe de Beaufort), situé en Afrique du Sud et dont une seule espèce est connue, Colobodectes cluveri. Daté du milieu du Permien, c'est l'un des plus vieux dicynodontes connus.

## Systématique
Le genre Colobodectes et l'espèce Colobodectes cluveri ont été décrits en 2003 par Sean Patrick Modesto (d), Bruce Sidney Rubidge (d), Ian Visser (d) et Johann Welman (d), à partir d'un holotype référencé NMQR 3329.

## Étymologie
Le nom générique, Colobodectes, dérive du grec ancien κολόβός, kolobos, « tronqué », et δεκτες, dektes, « mordeur », en référence à ses petites défenses.
L'épithète spécifique, cluveri, lui a été donnée en l'honneur du paléontologue sud-africain Michael A. Cluver (d) en reconnaissance de sa contribution à la connaissance des dicynodontes.

## Publication originale
- (en) Sean Modesto, Bruce Rubidge, Ian Visser et Johann Welman, « A new basal dicynodont from the Upper Permian of South Africa », Palaeontology, Londres, Wiley-Blackwell et Palaeontological Association, vol. 46, no 1,‎ janvier 2003, p. 211-223 (ISSN 0031-0239 et 1475-4983, OCLC 44674714 et 1761779, DOI 10.1111/1475-4983.00295, lire en ligne).